# Ramularia ligustrina
Ramularia ligustrina är en svampart som beskrevs av Maubl. 1906. Ramularia ligustrina ingår i släktet Ramularia och familjen Mycosphaerellaceae.   Inga underarter finns listade i Catalogue of Life.